# Himantocladium baeuerlenii
Himantocladium baeuerlenii là một loài Rêu trong họ Neckeraceae. Loài này được (Geh.) M. Fleisch. miêu tả khoa học đầu tiên năm 1908.